# 番子崙 (彰化縣)
番子崙，原寫為番仔崙，是臺灣彰化縣員林市的一個傳統地域名稱，位於該市中部。相較於今日行政區，其範圍大致包括崙雅里、振興里、湖水里西南部凸出部分的北大半部。

## 歷史
台灣清治末期至日治初期，番子崙地區為一街庄，稱為「番仔崙庄」，隸屬於武東堡。該庄北與三塊厝庄為鄰，東與湖水坑庄為鄰，南邊為柴頭井庄，西邊為萬年庄，西北邊一小段與員林街為界。
1901年（日治明治三十四年）11月，全台廢縣廳改設二十廳，該庄隸屬於彰化廳。1903年（明治三十六年）6月，該庄編入「員林區」，隸屬於彰化廳。1909年（明治四十二年）10月，合併二十廳為十二廳，員林區改隸屬於臺中廳。1920年（大正九年），該庄改制並雅化為「番子崙」大字，隸屬於臺中州員林郡員林街。
戰後員林街改制為員林鎮，隸屬於臺中縣，大字亦改制為里。1950年10月，中、彰、投分治，員林鎮改隸屬彰化縣。2015年8月，員林鎮因人口數超過新的標準而升格為員林市。

## 聚落
本地區發展較早的聚落有挖仔、菜公堂、番仔崙等，在日治期初期的官方地圖上已有記載。此外，本地區尚有何厝、大宅、崙仔底、莊肚、尾厝等聚落。

## 交通
省道台76線即「東西向快速公路－漢寶草屯線」，目前僅通行埔鹽至草屯路段，大致以西北西－東南東走向繞大彎轉西南西－東北東走向再轉西微南－東微北走向經過本地區南部邊界外不遠處，並於縣道137號交界處設有「林厝交流道」。由該道路向西北西可於萬年成為員林大排兩側高架道路並前往員林市區南側、埔心、溪湖東北端、埔鹽與大村交界地帶及國道1號埔鹽系統交流道、埔鹽與秀水交界地帶、埔鹽與福興交界地帶並止於埔鹽交流道，向東微北可前往南投西北部、草屯西南部並止於國道3號中興系統交流道。縣道144號是與省道台76線併行的平面道路，其東側端點位於本地區南部邊界外不遠處的縣道137號路口。由此向西微南轉西南西繞大彎轉西北西出境後，可於萬年成為員林大排兩側平面道路，行至省道台76線埔鹽交流道後可續行前往福興西北部並止於省道台61線福興交流道。
縣道137號（山腳路二段）是彰化至二水源泉的道路，主要沿八卦台地西側山麓地帶而行，大致以西北—東南走向繞大彎轉北北東—南南西走向經過本地區東部。由該道路向西北轉北北西可前往大村、花壇、彰化，向南南西可經省道台76線高架道路／縣道144號路口前往社頭、田中、二水等地。
鄉道彰78線（員水路一段）是員林至樟普寮的道路，大致以西北微南—東南微北走向蜿蜒經過本地區，並於鄉道彰78-1線、縣道137號相會。由該道路向西北可前往萬年與三條圳交界地帶、員林市中心東南側並止於縣道148號路口，向東南可前往湖水坑並止於彰化縣、南投縣邊界處。
鄉道彰78-1線（崙雅巷、泉州巷、出水巷）是萬年至水源地的道路，其西側端點位於本地區西北角鄉道彰78線路口。由此向東南蜿蜒而行，至本地區南部邊界的縣道137號路口，轉東沿邊界蜿蜒出境後，可前往柴頭井與湖水坑交界地帶、湖水坑西部並止於鄉道彰78線另一路口。
鄉道彰80線（大饒路）是大溝尾至林厝的道路，其東側端點位於本地區南部邊界東側外緣的縣道137號路口。由此向西北西轉西南西再轉西沿邊界而行，出境後可前往萬年、大饒、大饒與田中央交界地帶、田中央、田中央與崙子交界地帶、崙子與太平交界地帶、太平並止於鄉道彰87線路口。

## 學校
- 大慶商工